# Europees kampioenschap schaatsen 1911
Het Europese kampioenschap allround in 1911 werd van 18 tot 19 februari 1911 verreden in het Hamar Stadion in Hamar.
De titelverdediger was de Rus Nikolaj Stroennikov, die in 1910 Europees kampioen werd op de ijsbaan van Viipuri in Viipuri. Stroennikov werd voor de tweede keer kampioen, door alle afstanden te winnen.

## Klassement
| #      | Naam                | Land       | Punten | 500m          | 10.000m      | 1500m       | 5000m        |
| ------ | ------------------- | ---------- | ------ | ------------- | ------------ | ----------- | ------------ |
| Goud   | Nikolaj Stroennikov | Rusland    | 4      | 46,1 (1)      | 17.59,8 (1)  | 2.29,2 (1)  | 9.02,4 (1)   |
| Zilver | Thomas Bohrer       | Oostenrijk | 10     | 47,1 (3)      | 18.22,4 (2)  | 2.32,1 (3)  | 9.12,6 (6)   |
| Brons  | Otto Andersson      | Zweden     | 16.5   | 47,2 (4)      | 18.43,6 (5)  | 2.34,0 (4)  | 9.14,1 (3)   |
| 4      | Martin Sæterhaug    | Noorwegen  | 19     | 46,2 (2)      | 19.00,0 (7)  | 2.31,2 (2)  | 9.24,0 (8)   |
| 5      | Stener Johannessen  | Noorwegen  | 24     | 50,0 (11)     | 18.30,7 (3)  | 2.36,3 (6)  | 9.21,0 (6)   |
| 6      | Trygve Lundgreen    | Noorwegen  | 24     | 48,8 (9)      | 18.57,5 (6)  | 2.37,4 (7)  | 9.15,7 (4)   |
| 7      | Magnus Johansen     | Noorwegen  | 28     | 55,2 *(15)    | 18.36,8 (4)  | 2.37,7 (8)  | 9.16,4 (5)   |
| 8      | Ejnar Sørensen      | Denemarken | 31     | 48,9 (10)     | 19.10,0 (9)  | 2.35,8 (5)  | 9.32,7 (10)  |
| 9      | Sigurd Mathisen     | Noorwegen  | 34,5   | 47,2 (4)      | 19.12,6 (10) | 2.38,2 (9)  | 9.38,8 (12)  |
| 10     | Olaf Hansen         | Noorwegen  | 37.5   | 50,5 (12)     | 19.06,0 (8)  | 2.44,0 (14) | 9.22,3 (7)   |
| 11     | Otto Monsen         | Noorwegen  | 41     | 47,3 (6)      | 19.33,4 (12) | 2.41,1 (11) | 10.41,0 (15) |
| 12     | Hendrik Taconis     | Nederland  | 45     | 1.04,0 * (16) | 19.31,0 (11) | 2.42,4 (12) | 9.39,3 (13)  |
| 13     | Sigurd Jensen       | Noorwegen  | 48,5   | 51,8 (14)     | 19.36,3 (13) | 2.44,0 (14) | 9.46,0 (14)  |
| NC14   | Karenus Larsen-Stai | Noorwegen  |        | 51,3 (13)     | 20.07,6 (14) | 2.44,8 (16) |              |
| NS2    | Gunnar Schou        | Noorwegen  |        | 48,5 (7)      | NS           | 2.42,8 (13) | 9.37,8 (11)  |
| NS2    | Reidar Gundersen    | Noorwegen  |        | 48,7 (8)      | NS           | 2.39,4 (10) | 2.39,4 (9)   |

* = met val
NC = niet gekwalificeerd
NF = niet gefinisht
NS = niet gestart
DQ = gediskwalificeerd